# Velda Village Hills (Misuri)
Velda Village Hills es una villa ubicada en el condado de San Luis en el estado estadounidense de Misuri. En el Censo de 2010 tenía una población de 1055 habitantes y una densidad poblacional de 3.394,48 personas por km².

## Geografía
Velda Village Hills se encuentra ubicada en las coordenadas 38°41′31″N 90°17′15″O / 38.69194, -90.28750. Según la Oficina del Censo de los Estados Unidos, Velda Village Hills tiene una superficie total de 0.31 km², de la cual 0.31 km² corresponden a tierra firme y (0%) 0 km² es agua.

## Demografía
Según el censo de 2010, había 1055 personas residiendo en Velda Village Hills. La densidad de población era de 3.394,48 hab./km². De los 1055 habitantes, Velda Village Hills estaba compuesto por el 0.85% blancos, el 98.48% eran afroamericanos, el 0% eran amerindios, el 0% eran asiáticos, el 0% eran isleños del Pacífico, el 0% eran de otras razas y el 0.66% pertenecían a dos o más razas. Del total de la población el 0% eran hispanos o latinos de cualquier raza.